# Bruñola
Bruñola (en catalán y oficialmente Brunyola i Sant Martí Sapresa, desde 1981 hasta 2018 Brunyola) es un municipio español de la comarca de La Selva en la provincia de Gerona, Cataluña, situado al noreste de la comarca y en el límite con la del Gironés. Incluye la población de Sant Martí Sapresa.

## Demografía
Bruñola cuenta con una población de 395 habitantes (INE 2024).
| Gráfica de evolución demográfica de Bruñola entre 1842 y 2021 |
| |
| Población de derecho según los censos de población del INE Población de hecho según los censos de población del INEEn estos censos se denominaba Bruñola: 1842, 1857, 1860, 1877, 1887, 1897, 1900, 1910, 1920, 1930, 1940, 1950, 1960, 1970 y 1981 Entre el censo de 1857 y el anterior, crece el término del municipio porque incorpora a San Dalmay y San Martín Sapresa |

## Economía
Agricultura de secano y de regadío. Ganadería bovina y porcina.

## Monumentos y lugares de interés
- Iglesia de San Fructuoso.
- Restos de la capilla del castillo de Bruñola.